# 6485 Wendeesther
A 6485 Wendeesther (ideiglenes jelöléssel 1990 UR1) egy marsközeli kisbolygó. Carolyn Shoemaker,  Eugene Merle Shoemaker és David H. Levy fedezte fel 1990. október 25-én.